# Slavic Review
The Slavic Reviewは、ロシア、中央ユーラシア、東・中央ヨーロッパに関連するあらゆる分野の学術研究、書評、映画評、レビューエッセイを掲載する査読付きの学術雑誌。
本誌のタイトルは、スラブ研究のルーツであることを示すものであるが、代表的な学問分野や調査対象となる民族や文化の範囲を完全に網羅するものではない。

## 歴史
本誌は、1961年から米国スラブ研究振興協会、2010年からは改称したスラブ・東欧・ユーラシア研究協会が、1941年から同協会が『Slavonic Year-Book』（スラブ年鑑 アメリカン・シリーズ）として発行していたシリーズを引き継いでいる）が四半期ごとに発行している。
1943-1944年 Slavonic and East European Review.American Series 
1945-1961年 American Slavic and East European Review 
地域に関する用語の変化、境界線と関係の発展、分野の概念の発展を反映して、ジャーナルのサブタイトルが長年にわたって変化してきている。2006年以降、副題は「Interdisciplinary Quarterly of Russian, Eurasian, and East European Studies」となっている。2017年にケンブリッジ大学出版局が出版社となった。
1996年から2006年まで、編集長はDiane P. Koenker (University of Illinois at Urbana-Champaign)で、2006年から2013年までは、マーク・D・スタインバーグ（イリノイ大学アーバナ・シャンペーン校）が編集長を務めていた。2013年8月、ハリエット・ムラヴが編集長に就任し、現在に至っている。
本誌のすべてのバックナンバーは、JSTORを通じて電子的に利用可能で、現在および最新号の電子版は、スラブ・東欧・ユーラシア研究協会のウェブサイトで会員に公開されている。

## 抄録・索引の掲載サイト
本誌の抄録・索引は、American Bibliography of Slavic and East European Studies、Social Sciences Citation Index、Historical Abstracts、Arts and Humanities Citation Index、Linguistic Bibliographyに掲載されている。

## 参照
- The Polish Review
- Sarmatian Review